# Hypo Tirol Alpenvolleys Haching
Die Hypo Tirol AlpenVolleys Haching waren eine Volleyball-Männermannschaft, die in der Bundesliga spielte. Sie entstand 2017 durch eine Kooperation des ehemaligen deutschen Bundesligisten TSV Unterhaching mit dem damaligen österreichischen Meister Hypo Tirol Volleyballteam Innsbruck und spielte ab der Saison 2017/18 mit einer Wildcard. Im Jahr 2020 wurde die Kooperation aufgelöst und keine Lizenz für die kommende Saison beantragt.

## Geschichte
Im Oktober 2016 verkündete die Volleyball-Bundesliga (VBL), zur Saison 2017/18 erstmals eine Wildcard für die höchste deutsche Spielklasse zu vergeben, um freie Startplätze in der Liga zu besetzen. Der TSV Unterhaching war zwischen 2009 und 2013 viermal DVV-Pokalsieger und dreimal deutscher Vizemeister geworden, bevor sich der Verein 2014 nach dem Ausstieg des Hauptsponsors aus finanziellen Gründen aus der ersten Liga zurückgezogen hatte. Mit der Wildcard-Regel zeigten die Hachinger Interesse an einer Rückkehr. Um die Anforderungen erfüllen zu können, gingen sie eine Kooperation mit dem Hypo Tirol Volleyballteam Innsbruck ein. Die Innsbrucker hatten in den vergangenen Jahren zehnmal die österreichische Meisterschaft gewonnen und suchten angesichts der fehlenden Konkurrenz in der Heimat nach neuen Wegen.
Die Liga erteilte dem deutsch-österreichischen Projekt eine Ausnahmegenehmigung. In der Saison 2017/18 spielte die neue Mannschaft erstmals unter dem Namen Hypo Tirol Alpenvolleys Haching in der deutschen Bundesliga. Die Lizenz kam dabei von Unterhaching.
In der ersten Saison erreichte der Verein das Halbfinale der Bundesliga-Playoffs und belegte den dritten Platz. Im DVV-Pokal 2017/18 unterlagen die Alpenvolleys im Achtelfinale dem TSV Herrsching.

## Team
Der Kader für die Saison 2019/20 bestand aus folgenden Spielern:
| Name                        | Nr. | Nation     | Größe  | Geburtsdatum  | Position |
| --------------------------- | --- | ---------- | ------ | ------------- | -------- |
| Jérôme Clère                | 12  | Frankreich | 1,95 m | 2. Aug. 1990  | AA       |
| Paulo Victor Costa da Silva | 5   | Brasilien  | 1,97 m | 12. Mai 1986  | D        |
| Jerome Cross                | 3   | Kanada     | 1,96 m | 24. Feb. 1996 | D        |
| Douglas Duarte da Silva     | 14  | Brasilien  | 2,03 m | 24. Sep. 1983 | MB       |
| Pedro Frances               | 11  | Brasilien  | 2,08 m | 30. Juni 1989 | MB       |
| Danilo Gelinski             | 6   | Brasilien  | 1,93 m | 13. März 1990 | Z        |
| Daniel Končal               | 16  | Slowakei   | 1,88 m | 16. Sep. 1982 | Z        |
| Niklas Kronthaler           | 15  | Österreich | 1,93 m | 14. Mai 1994  | AA       |
| Jordan Richards             | 2   | Australien | 1,93 m | 25. Sep. 1993 | AA       |
| Florian Ringseis            | 1   | Österreich | 1,88 m | 9. Juli 1992  | L        |
| Tommi Siirilä               | 9   | Finnland   | 2,03 m | 5. Aug. 1993  | MB       |
| Sašo Štalekar               | 8   | Slowenien  | 2,14 m | 3. Mai 1996   | MB       |
| Max Staples (bis 20.01.20)  | 10  | Australien | 1,94 m | 27. Juli 1994 | AA       |

Positionen: AA = Annahme/Außen, D = Diagonal, L = Libero, MB = Mittelblock, Z = Zuspiel, U = Universal
| Neuzugänge 2019             |                            |
| Spieler                     | bisheriger Verein          |
| Jérôme Clère                | Helios Grizzlys Giesen     |
| Paulo Victor Costa da Silva | Sesc Rio de Janeiro        |
| Jerome Cross                | Camosun College            |
| Jordan Richards             | Sporting Lissabon          |
| Tommi Siirilä               | Valepa Sastamala           |
| Sašo Štalekar               | Calcit Kamnik              |
| Max Staples                 | Jihostroj České Budějovice |

| Abgänge 2019                    |                                |
| Spieler                         | neuer Verein                   |
| Hugo de Leon Guimarães da Silva | unbekannt                      |
| Paweł Halaba                    | Trefl Gdańsk                   |
| Thomas Hodges                   | Jugra-Samotlor Nischnewartowsk |
| Kirill Klez                     | VK Jenissei Krasnojarsk        |
| Matthew Pollock                 | unbekannt                      |
| Jonas Sagstetter                | Heitec Volleys Eltmann         |

Chef-Trainer ist Štefan Chrtiansky, der zuvor bereits die Innsbrucker Mannschaft in der österreichischen Liga trainierte. Er wird von Co-Trainer Miroslav Palgut und Athletiktrainer Martin Pöder unterstützt.
Am 20. Januar 2020 wurde bekanntgegeben, dass der Vertrag mit dem australischen Nationalspieler Max Staples aufgelöst wurde. Dieser wechselte zum tschechischen Verein Kladno Volejbal.

## Spielstätten
Die meisten Spiele wurden in Innsbruck ausgetragen, wo auch das Training stattfand. Zu Beginn der Saison 2017/18 fanden die Heimspiele in der Universitätssporthalle statt, seit Januar 2018 in der Olympiahalle. Einzelne Spiele fanden in Unterhaching statt. Dort mussten nach einer Entscheidung der CEV auch die Begegnungen im CEV-Pokal ausgetragen werden.

## Auflösung des Projekts
Nach dem Ende der durch die COVID19-Pandemie vorzeitig abgebrochenen Saison 2019/20 wurde die Auflösung des Projekts bekannt gegeben. Hauptgrund war die wirtschaftliche Belastung, die nicht mehr gestemmt werden konnte.